# Azkaban
Azkaban és una presó on hi van els mags i bruixes que han trencat les lleis màgiques britàniques. Apareix a la novel·la de ficció Harry Potter, escrita per J.K.Rowling i a les pel·lícules del mateix nom. Al mateix món de Harry Potter, només es coneix una presó similar, Nurmengard, la qual es menciona als llibres i apareix durant la saga de Bèsties fantàstiques. A les pel·lícules, Azkaban es mostra com edifici alt i triangular situat al mig de l'oceà perquè els muggles (gent no màgica) no el pugui trobar per casualitat. El ministre de màgia Cornelius Fudge i totes les seves dependències tenen el control sobre els presos i la legislació de la presó. Els carcellers de l'edifici són els demèntors, unes criatures sense ànima que extreuen la felicitat de les persones i s'alimenten de la por.
Molts dels presoners eren seguidors de Lord Voldemort (anomenats Cavallers de la mort). Tot i així, per diverses raons, hi ha hagut empresonaments erronis, per exemple el de Sirius Black, qui va ser empresonat sense un judici previ després de Peter Pettigrew matés a dotze muggles, fingís la seva pròpia mort i culpés a Black dels crims; la primer fuga que apareix en la saga de llibres de Harry Potter és la de Black, la qual té lloc durant el tercer llibre,HP3 i més tard, en la cinquena novel·la, Bel·latrix Lestrange i altres 10 seguidors de Voldemort també aconsegueixen escapar.HP5